# كرة القدم في ألعاب عموم إفريقيا 2011
مسابقة كرة القدم لدورة ألعاب كل إفريقيا 2011 سوف تعقد في عدد من الملاعب في جميع أنحاء موزامبيق، فضلا عن استضافة مدينة مابوتو. النهائي سيلعب على ملعب دو زيمبيتو، وبنى الغرض للقدرة على احتضان 000 42 متفرج الذي يقع في إحدى ضواحي مابوتو.
جميع اللاعبين المؤهلين للعب في البطولة يجب أن يكونوا ولدوابين 1 يناير 1992 و 31 ديسمبر 1993.

## الأماكن
- ملعب دو زيمبيتو، مابوتو (42,000)

## الفرق المتأهلة
الدول التالي قد تأهلت لتشارك في البطولة:

### رجال
- موزمبيق - المستضيف
- مصر - (منطقة شمال إفريقيا)
- مدغشقر - (المحيط الهندي)
- - (منطقة جنوب إفريقيا)
- - (منطقة غرب إفريقيا 1)
- - (منطقة غرب إفريقيا 2)
- - (منطقة شرق إفريقيا)
- - (منطقة وسط إفريقيا)

### سيدات
- موزمبيق - المستضيف
- الجزائر - (منطقة شمال إفريقيا)
- غينيا - (منطقة غرب إفريقيا 1)
- - (منطقة غرب إفريقيا 2)
- - (منطقة شرق إفريقيا)
- - (منطقة وسط إفريقيا)
- - (منطقة جنوب إفريقيا)
- - (المحيط الهندي)

## المباريات

### دور المجموعات
في الجداول التالية:
- لعب = مجموع المباريات الملعوبة
- ف = مجموع مباريات فوز
- ت = مجموع مباريات تعادل (خرج متعادل)
- خ = مجموع مباريات خسارة
- له = مجموع أهداف سجل (أهداف لصالحه)
- عليه = مجموع أهداف سـُجل في مرماه (أهداف ضده)
- فرق = فرق الأهداف (له−عليه)
- نقط = النقاط المحصول عليها

الفرق المرتبة في الأول والثاني (مظللة باللون الأخضر) تتأهل إلى دور ال4.